# Kleckner Sándor
Kleckner Sándor (Budapest, 1885. szeptember 9. – Pécs, 1963. január 27.) magyar evezős, olimpikon.

## Pályafutása
A Pannónia Evezős Klub sportolójaként indult versenyein. A Ferencvárosi TC vívó szakosztályának tagjaként 1914-ben megnyerték a II. osztályú bajnokságot (Becker István, Horn K. Lajos, Kleckner Sándor, Pick Jenő). Az első világháború kitörésével a polgári lakosság sportolási lehetősége átmenetileg megszűnt. 1922-ben szintén a II. osztály bajnoka lett, a Kleckner, Petőcz, Pick, Mattyók összeállítású kardcsapattal.

### Olimpiai játékok
Az1908. évi nyári olimpiai játékok kormányos evezős nyolcas versenyszámban, Pannónia csapattársaival (Éder Róbert, Haraszthy Lajos, Hautzinger Sándor, dr. Kirchknopf Ferenc, Kleckner Sándor, Szebeny Antal, Várady Jenő,  Wampetich Imre vezérevezős és Vaskó Kálmán, kormányos) az 5. helyen végzett.